# آلفا رومئو ۱۲سی

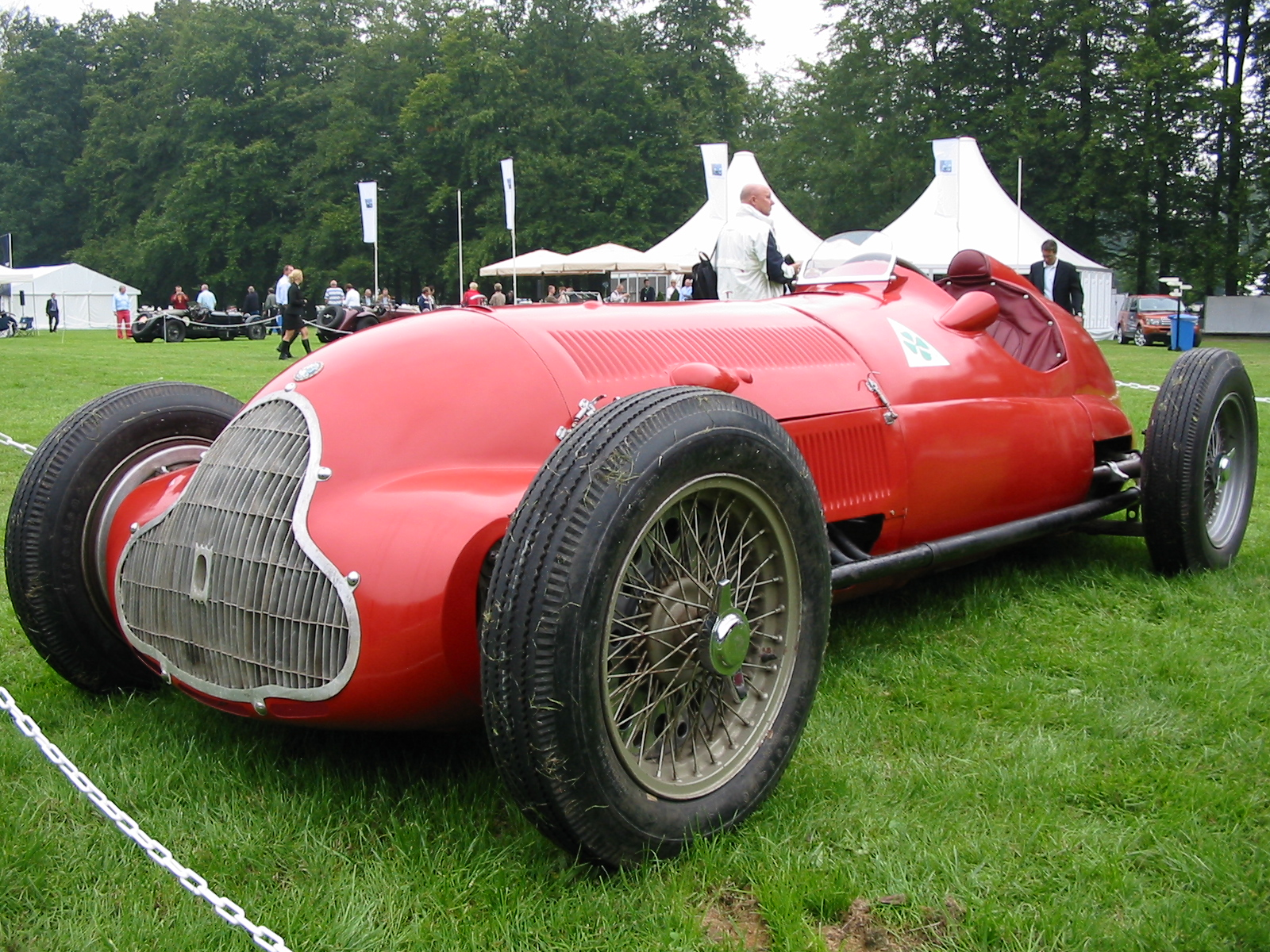

آلفارومئو ۱۲سی (Alfa Romeo 12C) خودرویی است که در سال‌های ۱۹۳۶ تا ۱۹۳۷تولید شده‌است. طراحی آن خودروهای موتور جلو-محور عقب بوده ‌است. سیستم جعبه‌دندهٔ آن ۴ دنده به صورت دستی است.

## نگارخانه

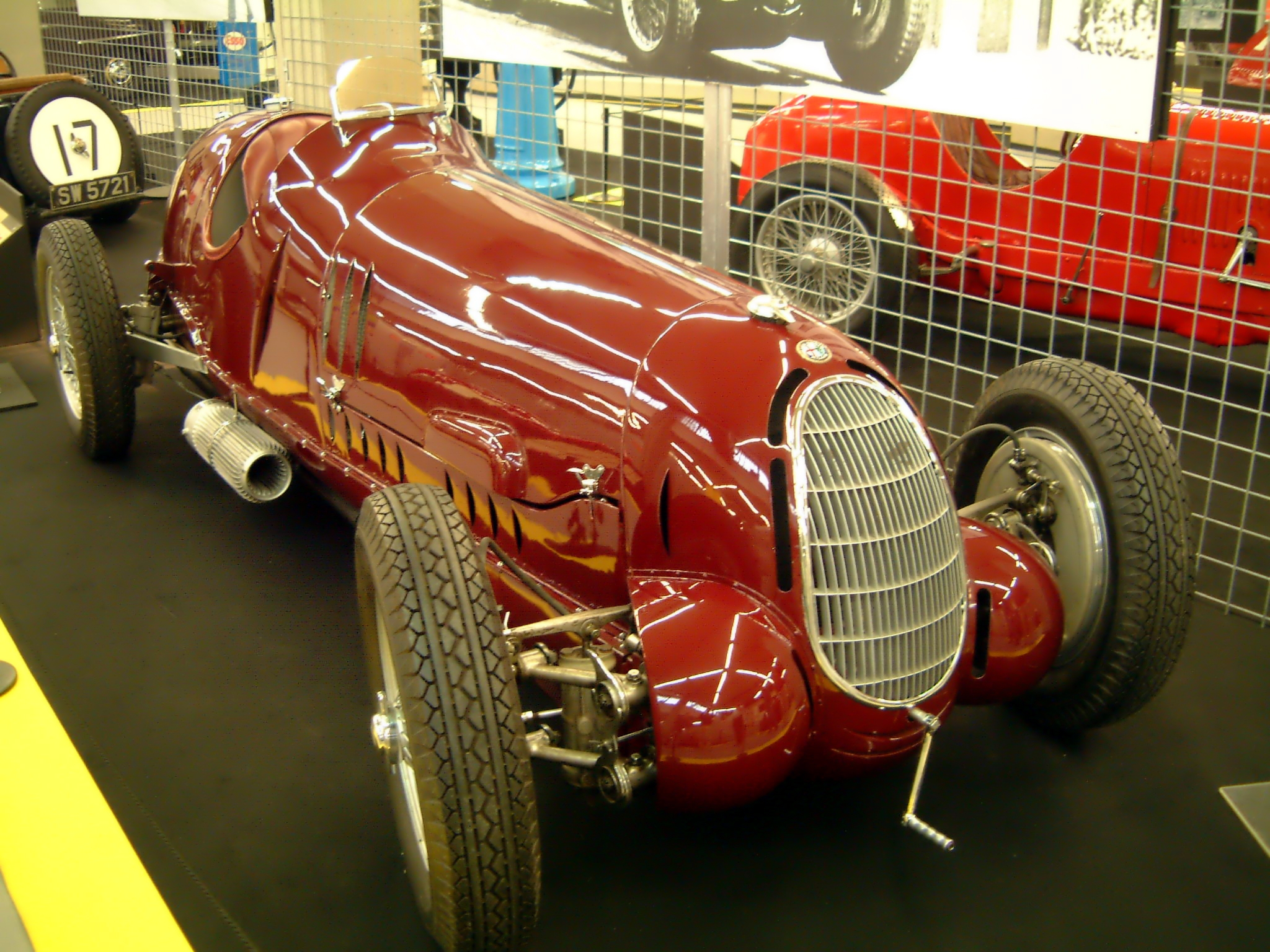
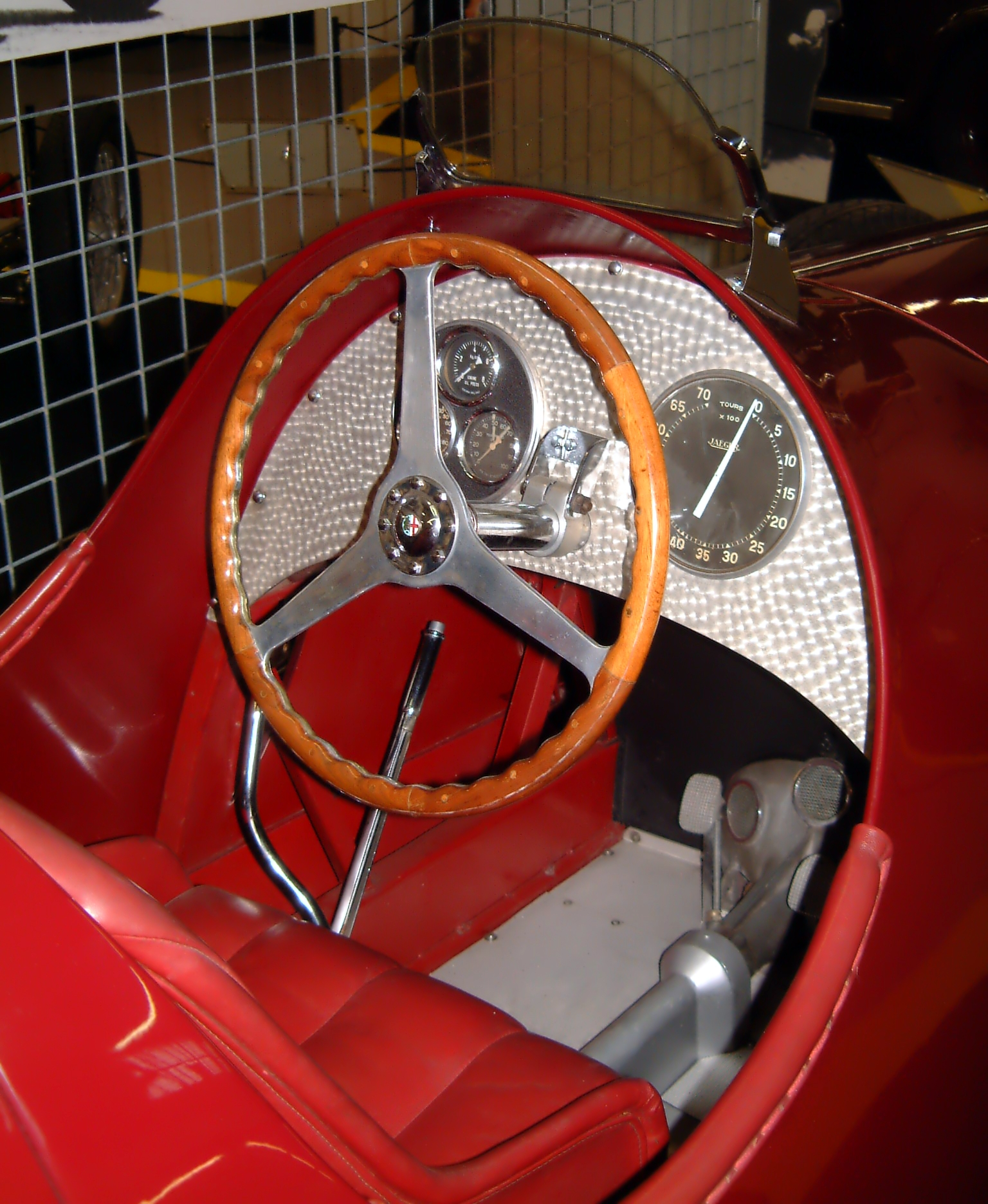